# Pierre Minet
Pour les articles homonymes, voir Minet.
Pierre Minet, né le 4 juin 1909 à Reims et mort le 16 septembre 1975 à Paris, est un écrivain et poète français. Il a participé à la création de la revue Le Grand Jeu.

## Biographie
Pierre Minet quitte Reims à l'âge de 16 ans pour mener une vie vagabonde à Paris entre Montmartre et Montparnasse. Le 1er mai 1925 à Reims, il a fait la connaissance de René Daumal et de Roger Gilbert-Lecomte, qu'il précède dans la capitale. Les futurs membres du Grand Jeu furent bientôt persuadés de son génie poétique ; baptisé "phrère fluet", il devient leur Rimbaud et, cinquième "simpliste", présente ses camarades à l'écrivain-éditeur Léon Pierre-Quint et collabore au premier numéro de la revue Le Grand Jeu en 1928 - année où il publie un recueil de poèmes chez l'éditeur américain Titus ainsi qu'un premier roman à la NRF, L'Homme Mithridate. En 1930, Histoire d'Eugène, paru aux éditions du Carrefour dans la collection Bifur, est encensé par Max Jacob et Charles-Albert Cingria. Mais après ces publications précoces, Pierre Minet interrompt son écriture, accaparé par sa passion pour une artiste américaine, Lillian Fisk, et des séjours en hôpital et à Berck, d'où il sortira handicapé de la jambe.
Il décrira en 1945 et 1946 cette « désertion » qui deviendra La Défaite : « Ma double honte. D'avoir tué en moi le poète et de n'être qu'un homme ordinaire. Avec cette circonstance atténuante que j'avais le courage, la probité de le reconnaître ». Après la guerre, les éditions du Sagittaire de Pierre-Quint publient La porte noire, puis La Défaite en 1947, que Jean Paulhan lui réclamait pour la NRF. Son dernier roman, Un héros des abîmes, sortira en 1985 chez Pierre Belfond, dix ans après sa mort.
La Défaite a fait l'objet en 2010 d'une nouvelle édition enrichie d'un appareil critique. Ce livre de "confessions", qui retrace années d'errance, de révolte et d'enchantement, fut salué à sa sortie par Antonin Artaud et par André Breton qui écrivit: "Celui qui sait parler de la liberté comme il en parle est moins vaincu que quiconque". La nouvelle édition a donné lieu à un colloque à la Halle Saint-Pierre (Paris) avec la participation de Jean Bollery, Claire Paulhan et Alfred Eibel. Avec un lectorat toujours renouvelé, l'ouvrage a fait l'objet d'un accueil enthousiaste dans ses récentes (2018 et 2023) traductions espagnole et italienne.

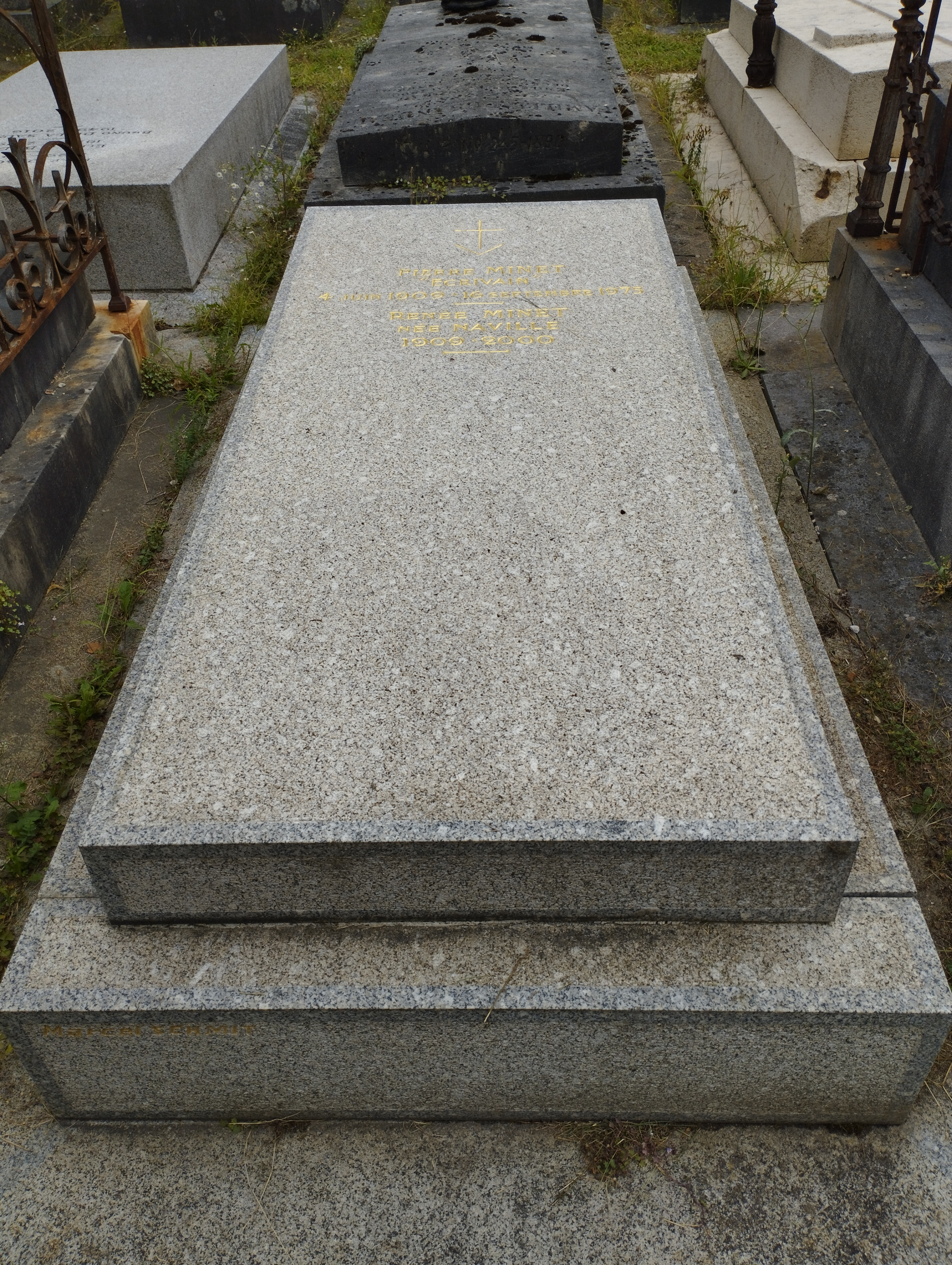
Tombe de Pierre Minet au cimetière du Montparnasse (division 10).

Très proche de Roger Gilbert-Lecomte, Minet se battra sans relâche, y compris judiciairement avec le concours de Roland Dumas et André Malraux, pour que la correspondance du poète puisse voir le jour. Il en a donné l'édition avec une remarquable préface que Malraux saluera, ainsi que l'avant-propos aux Oeuvres complètes de Gilbert-Lecomte.
Il s'est aussi tourné vers le théâtre, avec un drame remarqué, Georges Cadoudal, créé en 1960 au festival d'art dramatique de Corbeil-Essonnes et au festival de la Côte des Mégalithes à Carnac avec des acteurs de la Comédie française, et repris sur France-Culture avec Jean Piat, ainsi qu'une adaptation de son roman La Porte noire, créée en 1976 avec Michael Lonsdale sur France-Culture.
Pierre Minet a également laissé une oeuvre graphique, avec nombre de ses dessins exposés et publiés (Galerie Octant Alain Paviot ; Abbaye d’Ardenne/IMEC, « L’un pour l’autre, les écrivains dessinent », 2008 ; Des Ages téméraires ; « Journaux personnels », Genesis, 32/11, 2011) et présents dans des collections privées, telle celle de Pierre Belfond, et des ventes diverses.
Il est inhumé au cimetière du Montparnasse (division 10).

## Œuvres
- Circoncision du cœur, poèmes, Paris, Edward Titus, 1928 ; réédition Le Nouveau Commerce, cahier 62/63, Automne 1985)
- L'Homme Mithridate, roman, avec un portrait de l'auteur gravé par Lillian Fisk, Gallimard, 1928
- Histoire d'Eugène, roman, Ed. du Carrefour, 1930 ; réédition L'Éther Vague-Patrice Thierry, 1989
- La Porte noire, roman, Éd. du Sagittaire, 1946
- La Défaite, confessions, Éd. du Sagittaire, 1947 ; réédition Ed. Jacques Antoine, 1973 ; réédition Allia,1994 ; nouv. éd. augmentée Allia, 2010  (ISBN 978-2-84485-339-4)
- La derrota (Confesiones), traduccion y prologo de Julio Monteverde, Pepitas de calabaza, 2018
- La sconfitta, traduzione Silvia Ricciardi, Neri Pozza, 2023
- Un héros des abîmes, roman, avant-propos de Jacques Baron, éditions Pierre Belfond, 1985
- Les Hérauts du Grand Jeu et quelques proches, La Maison des Amis des Livres, 1997
- Pierre Minet et Wols, Roger Gilbert-Lecomte, portrait illustré de photographies originales, La Maison des Amis des Livres, 1997
- En mal d'aurore, Journal 1932-1975, édition, préface et notes de Patrick Kremer, Le Bois d'Orion, 2002

## Poésie
- « Poèmes », Les Cahiers du Sud, n° 91, juin 1927
- « Poem”, transition, n° 7, October 1927
- « Poèmes » et « Lettre », Le Grand Jeu, n° 1, été 1928
- « Pages », Feuillets inutiles, n° 7 et 8, 1931
- « Poèmes », Orbes, n° 3, printemps 1932
- Marcel Sauvage, Anthologie des Poètes de l’ORTF, Denoël, 1969
- Robert Sabatier, Histoire de la poésie française, La poésie du XXe siècle, Albin Michel, 1982
- Des Ages téméraires… Pierre Minet, L’Ether Vague-Patrice Thierry, 1989
- Zéno Bianu, Les Poètes du Grand Jeu, Gallimard, 2003

## Textes en revue
- « Fragments d’un carnet berckois », Au Disque Vert, 1934
- « In Memoriam Roger Gilbert-Lecomte », Les Cahiers du Sud, n° 266, juin-juillet 1944
- « Au temps du Surmoralisme (fragments) La Nef, n° 28, 29, 30, mars-mai 1947
- « Antonin Artaud », 84, n°5-6, 1948
- « André Rolland de Renéville », Nouvelle Revue Française, novembre 1962, n°119
- « Consécration d’un poète », Nouvelle Revue Française, avril 1963, n° 124
- « D’un homme et d’une vie », Nouvelle Revue Française, novembre 1964, n° 143
- « Daumal au départ », La Grive, n° 135/136, 1967
- « Sur René Daumal », Hermès, n° 5, 1967
- « Récit d’un témoin », Cahiers de l’Herne, n° 10, Le Grand Jeu, 1968
- « L’Amitié, la Jeunesse et la Mort », Nouvelle Revue Française, novembre 1969, n° 203
- « Les faux frères », Entretiens, n° 30, 1971
- « Deux Poètes de la Connaissance (R.G. Lecomte et R. Daumal) », Les Cahiers de l’Herméneutique, n° 1, 1973
- « Max Jacob », La Nouvelle Revue des Deux Mondes, septembre 1974
- « Roger Gilbert-Lecomte ou le refus d’être », Magazine littéraire, n° 132, janvier 1978
- « Léon Pierre-Quint », Masques, automne 1984
- « Portraits » et « Portraits II », Nouvelle Revue Française, n° 441 et n° 442, octobre et novembre 1989 (Adamov, Cocteau, Crevel, Follain, Max Jacob, Gilbert-Lecomte, Paulhan et Pierre-Quint) (certains portraits repris in Les Hérauts du Grand Jeu, supra).
- « Lettres à Roger Gilbert-Lecomte », Ralentir Travaux, n° 2, juin 1995

… ainsi que de nombreux témoignages contenus dans son Journal (par exemple sur Adamov, repris in Gilles Ortlieb, Un dénuement, Arthur Adamov, Editions fario, 2019), notamment sur René Crevel (temps mêlés, 1954) et Roger Vailland (Entretiens, Subervie, n° 29, 1970).

## Radiophonie
Auteur et producteur à l’ORTF. Il contribue au numéro spécial de La Nef de 1951 « La radio cette inconnue » (février-mars, n°73-74). Il a donné, outre de nombreuses émissions dramatiques (dont Cadoudal), des séries telles que Hommage à Eric Satie, François Bernouard, Paul Fort, Jane Bathori, Paul Féval, des évocations d’actrices (Les Grandes Mademoiselles), du séjour d’étrangers célèbres (La France accueillante), d’originaux (De la Singularité à la Folie), de la vie des cafés (Les Cafés littéraires, du XVIIIème siècle à aujourd’hui), d’évènements et personnages contemporains (Souvenez-vous : "Souvenez-vous de Marcel Proust", avec Céleste Albaret) et des adaptations (Aventures et mésaventures de Jérôme Paturot). Il dirigea pendant six ans La Tribune des critiques radiophoniques sur France II. Pour la télévision, il réalisa une présentation de l’œuvre du genevois Rodolphe Töppfer.
Plusieurs de ses émissions ont fait l’objet de rediffusions périodiques, ainsi des Soirées de Paris en Hommage à Roger Gilbert-Lecomte (1963, avec Pierre Minet, Jean Paulhan, Jean Cassou, Roger Caillois, Josef Sima, Arthur Adamov, Maurice Henry, Marthe Robert, etc.) et de la série Portraits en six épisodes, consacrée à Albert Camus (1972, avec Mohamed Dib, Roger Grenier, Suzanne Agnelli, Roger Quilliot, Jean-Louis Barrault et Louis Guilloux).

## Sur Pierre Minet
Roberto Bazlen, Lettere Editoriali, Adelphi, Milano, 1968 ; Lettres Editoriales, traduction Adrien Pasquali, Le Passeur, Cecofop, 1999 (reproduit dans l’édition Allia 2010 de La Défaite)
Matthieu Baumier, « Pierre Minet, du surréalisme réactionnaire au christianisme conçu en tant que plus que réel », Les Amis de l'Ardenne à Reims, n° 4-5, mars 2004 
Max Blecher, Lettres à Pierre Minet, L’arachnoïde, 2020
Roland Dumas, « D’une étrange rencontre », in Plaidoyer pour Roger Gilbert-Lecomte, Gallimard, 1985
Alfred Eibel, « Le doute de Minet », Le Matricule des Anges, n° 60, février 2005
Jean Follain, Agendas 1926-1971, Seghers, 1993
Silvia Fabrizio-Costa, « Autour d’une bibliothèque et d’un film », in Silvia Fabrizio-Costa (éd.) André Corbeau : Un bibliophile et érudit entre France et Italie au nom de Léonard de Vinci, Peter Lang, 2018
Silvia-Fabrizio-Costa, « Pierre Minet-André Corbeau et le miroir de Léonard », Trajets épistolaires à Brigitte Diaz (éd. Julie Anselmini -François Simonet Tenant), Presses Universitaires de Rouen, 2021
Max Jacob, Lettres à Pierre Minet, Avant-propos et notes de Ann Kimball, Calligrammes, 1988
Patrick Kremer, "Le Grand Jeu de Pierre Minet", Courant d'Ombres, N° 5, été 1998
Christian Le Mellec, « Pierre Minet, la primauté du cœur », in O. Penot-Lacassagne et E. Rubio, Le Grand Jeu en mouvement, L’Âge d’Homme, 2006
Richard Weiner/Le Grand Jeu, Correspondances croisées (1927-1937), Fissile, 2019 
Notice in The Literary Encyclopedia, Vol. 1.5.2.07: Postwar and Contemporary French Writing and Culture, 1945-present: https://www.litencyc.com/php/speople.php?rec=true&UID=13202
Video : http://www.editions-allia.com/fr/livre/298/la-defaite/about-and-around/858/entretien-avec-georges-minet-a-propos-de-la-defaite-de-pierre-minet
Archives des années noires, éd. Claire Paulhan & Olivier Corpet, IMEC, 2004
Grand Jeu et surréalisme, Reims Paris Prague, Ludion, 2003
Sima, Musée d’Art Moderne de la Ville de Paris, 1992
Deux hommages ont été consacrés à Pierre Minet sur France Culture en 1976 (Dominique Rabourdin, avec des lectures de Michel Bouquet) et en 2003 (Catherine Soullard, "Redécouvrir Pierre Minet : en mal d'aurore", Surpris par la nuit"). Il est également présent dans la série des Archives du XXème siècle de Jean-José Marchand (INA). Il reçut en 1973 le Grand Prix Poncetton de la Société des Gens de Lettres.
L’Institut Mémoire de l'Edition Contemporaine (IMEC) détient un Fonds Pierre Minet (http://www.imec-archives.com), qui recèle notamment plusieurs inédits de romans. D’autres archives figurent à la Bibliothèque Jacques Doucet, à la BNF, ainsi qu’à la Bibliothèque municipale de Reims (Bibliothèque Carnegie) (https://www.bm-reims.fr/patrimoine/pierre-minet.aspx?_lg=fr-FR) et à Radio-France.
Plusieurs portraits de Pierre Minet par Bérénice Abbott figurent online, ainsi que par Florence Henri (aussi in : Florence Henri, a cura di G.B. Martini, Electa, 2015 ; et D.C. du Pont, Florence Henri, artist-photographer of the avant-garde, San Francisco Museum of Art, 1991).